# Рудолф Карнап
Рудолф Карнап (на немски: Rudolf Carnap) е германски философ, съосновател и водещ представител на логическия емпиризъм (направление в ранната аналитична философия).
Ученик е на Готлоб Фреге в Университета в Йена, където през периода 1911 – 1914 г. посещава неговите семинари по формална логика и философия на математиката. През 20-те години Карнап е повлиян силно от логическите и теоретико-познавателните схващания на Бъртранд Ръсел и от „Логико-философския трактат“ на Лудвиг Витгенщайн. От края на 20-те години редом с Мориц Шлик („душата“ и идейния вдъхновител на Виенския кръг) той се превръща в основния теоретик и реализатор на програмата на Виенския кръг за логическо проясняване на познанието на естествените науки, за отхвърлянето на старата метафизика (чийто съвременен представител е според него напр. Мартин Хайдегер) и за схващането на философията не като теория (система от признати за истинни изречения, описващи част от действителността), а като метод (дейност по изясняване на нашето отнасяне към действителността, а именно чрез логически анализ на езика). През 1936 г. Карнап емигрира в САЩ, където по-нататък през 40-те и 50-те години задава до голяма степен профила на тамошната философия. Негов ученик е Уилард ван Орман Куайн, един от най-влиятелните философи от втората половина на 20 век.

## Биография
Роден е на 18 май 1891 година в Ронсдорф, в днешната провинция Северен Рейн-Вестфалия, Германия. Карнап е на 7 години, когато баща му умира и семейството се премества в Бармен, където учи в гимназия. През 1910 г. започва са изучава философия, физика и математика в университетите в Йена и Фрайбург (в Йена негов преподавател е Готлоб Фреге). Академичната му кариера (която той си представя в областта на физиката) е прекъсната от Първата световна война. Прекарва три години в армията, след това се премества в Берлин, където учи физика и пише дисертация върху тема, която го вълнува от самото начало на следването му – пространството и времето. Казват му обаче, че съчинението му се отнася по-скоро към философията и той решава да насочи дисертацията си в тази посока и я защитава в Йена под научното ръководство на философа неокантианец Бруно Баух (Bruno Bauch). Тя е публикувана през 1922 г. под заглавие „Пространството“ (Der Raum).
От 1923 г. нататък Карнап започва да опознава членовете на Виенския кръг и през 1926 г. се премества във Виена, приемайки асистентски пост в тамошния университет. Скоро става един от водещите членове на кръга, а през 1929 г. и един от тримата автори на неговия манифест. Година преди това той вече е публикувал първото си значимо съчинение, „Логическият строеж на света“ – в него представя т.нар. логически атомизъм, според който всяко понятие, от най-абстрактното до най-конкретното, трябва да позволява да бъде сведено до феноменалните данни от непосредствените ни сетивни възприятия и следва да се разглежда като логическа конструкция от тях (всички други понятия – напр. като тези на метафизиката – той определя като безсмислени).
През 1931 г. Карнап е назначен за професор по естествена философия в Немския университет в Прага, където пише следващото си основно съчинение – „Логически синтаксис на езика“ (1934). В Прага го посещава Уилард Ван Орман Куайн, който е дълбоко повлиян от трудовете му и който, заедно с Чарлз Морис, му помага да се премести в Съединените щати през 1935 г., за да избяга от нацизма.
Карнап прекарва следващите шестнадесет години като професор в различни американски университети, а през 1941 г. става американски гражданин. През 40-те години интересът му се насочва към семантиката и той написва редица значими книги, сред които „Въведение в семантиката“ (1942), „Формализиране на логиката“ (1943) и „Значение и необходимост: Изследване по семантика и модална логика“ (1947). Интересува се от основите на физиката, а последният му голям труд е „Основи на вероятността" (1950). В него представя прецизно разработена теория как научните теории се потвърждават (а не определят, както твърди в по-ранните си съчинения) от опита. Продължава да се интересува от индуктивната логика и именно върху нея работи до смъртта си през 1970 г.

## За него
- Steve Awodey (Hrsg.), Carnap Brought Home: The View from Jena. Open Court, La Salle, Ill. 2004. ISBN 0-8126-9550-X
- Creath Friedman (Hrsg.), The Cambridge Companion to Carnap. Cambridge University Press, Cambridge 2008. ISBN 0-521-54945-0
- Rudolf Haller, Neopositivismus. Eine historische Einführung in die Philosophie des Wiener Kreises. Wissenschaftliche Buchgesellschaft, Darmstadt 1993.
- Lothar Krauth, Die Philosophie Carnaps. Springer, Wien 1970.
- Thomas Mormann, Rudolf Carnap. C.H. Beck, München 2000.
- Paul Arthur Schilpp (Hrsg.), The Philosophy of Rudolf Carnap. Open Court, La Salle (Illinois) 1963.
- Jan Sebestik, Antonia Soulez, Le Cercle de Vienne: Doctrines et Controverses. L’Harmattan, Paris 2001.
- Wolfgang Spohn (Hrsg.), Erkenntnis Orientated. A Centennial Volume for Rudolf Carnap and Hans Reichenbach. Kluwer Academic Publishers, Dordrecht unter anderem 1991.
- Pierre Wagner (Hrsg.), Carnap’s Logical Syntax of Language. Palgrave Macmillan, Basingstoke 2009.
- Pierre Wagner (Hrsg.), Carnap’s Ideal of Explication and Naturalism. Palgrave Macmillan, Basingstoke 2012.